# Her Educator
Her Educator (o Her Education) è un cortometraggio muto del 1912 diretto da Lem B. Parker.

## Produzione
Il film fu prodotto dalla Selig Polyscope Company.

## Distribuzione
Distribuito dalla General Film Company, il film - un cortometraggio di una bobina - uscì nelle sale cinematografiche statunitensi il 6 novembre 1912. Venne distribuito anche nel Regno Unito il 30 gennaio 1913.